# Perisesarma maipoense
Perisesarma maipoense is een krabbensoort uit de familie van de Sesarmidae. De wetenschappelijke naam van de soort is voor het eerst geldig gepubliceerd in 1978 door Soh.